# Skärjån
Skärjån är en cirka 5 mil lång å i Gästrikland och Hälsingland i Sverige. Skärjåns källflöden är Brattbergsbäcken som rinner från Nannsjön och Tönsån. Dessa förenas i sjön Tönsen och ån rinner åt sydost ner mot Axmar bruk och mynnar via Fissjan i Kusöfjärden i Bottenhavet.
Genom en damm i Tönnebrosjön leds vatten från Skärjåns avrinningsområde över till Hamrångeåns vattensystem. Avledningen görs till förmån för Vifors kraftstation i Hamrångeån. Överledningen regleras genom en vattendom från 1947 som medger en överledning av 2,5 m³/s, vilket ungefär motsvarar Skärjåns medelvattenföring i denna del. Nuvarande vattenhushållningsbestämmelser medger nolltappning i Skärjån under merparten av året. Den naturliga medelvattenföringen vid Skärjåns mynning i havet är 2,7 m³/s. Normal lågvattenföring är under naturliga förhållanden 1 m³/s och normal högvattenföring motsvarar 13 m³/s. Högsta högvattenföring och lägsta lågvattenföring är 30 m³/s respektive 0,5 m³/s.
Runt en 6 km lång sträcka av Skärjån från Stor-Skärjan till Fissjan vid Axmar bruk inrättades 2015 Skärjåns naturreservat. Det omfattar hela det tidigare utpekade Natura 2000-området Skärjån.

## Avrinningsområde
Skärjån är huvudavrinningsområde nummer 49 i Sverige. Det berör Söderhamns, Gävle och Bollnäs kommun i Gävleborgs län. Folkmängden var 2010 500 personer och den totala ytan är 329,7 km². Markslag och markanvändning fördelar sig enligt 10,5 % vatten, 83,6 % skog, 2,9 % jordbruk, 2,7 % våtmark, 0,2 % mindre samhällen och 0,1 % övrig mark. I huvudavrinningsområdet har vattenmyndigheten utpekat 16 sjöar, 40 vattendrag och 4 grundvattenmagasin som vattenförekomster. Några av de större sjöarna är Härnebosjön, Tönnångerssjön och Björkången. Bland de större vattendragen kan nämnas Skärjån och Asasjöbäcken.